# Falkenlibelle
Die Falkenlibelle oder auch Gemeine Smaragdlibelle (Cordulia aenea) ist eine Art aus der Familie der Falkenlibellen (Corduliidae). Das Epitheton des wissenschaftlichen Artnamens wird viersilbig ausgesprochen und auf der zweiten Silbe betont (a-e-ne-a). Es handelt sich um die namensgebende Spezies der Familie Corduliidae.

## Merkmale
Die Art ähnelt im Aussehen den Vertretern der Gattung Somatochlora (Smaragdlibellen), hat aber eine einfarbig grüne Stirn (Somatochlora mit gelben Flecken). Die Falkenlibelle wird fünf bis fünfeinhalb Zentimeter lang und hat eine Flügelspannweite von 7,5 cm. Ihre Flügel sind verschieden gebaut: Die Hinterflügel haben eine verbreiterte Basis. Der Körper glänzt metallisch-grün bis kupferfarben, die Augen sind grün. Bei den Männchen ist das Abdomen hinten keulenartig verbreitert, wobei die größte Breite am 7. und 8. Segment erreicht wird. Ein weiterer Unterschied zur recht ähnlichen Glänzenden Smaragdlibelle (Somatochlora metallica) besteht darin, dass die Weibchen ein zylindrisches Abdomen ohne auffallend abstehende Legeröhre haben. Auch wirkt Cordulia am Thorax etwas stärker behaart und hat eine frühere Flugzeit.

## Verbreitung
Die Falkenlibelle ist ein eurosibirisches Faunenelement; nordwärts reicht ihr Areal in Skandinavien bis 68°55' nördlicher Breite, in Sibirien bis etwa 70° n.B. Nach Osten erstreckt es sich über Sibirien bis nach Japan, westwärts werden unter anderem der Süden Irlands und Großbritannien erreicht. Auf der Iberischen Halbinsel und in den Mittelmeerländern fehlt die Art. Überhaupt werden warme Regionen gemieden oder höchstens in Gebirgslagen besiedelt. In Deutschland ist sie verbreitet, wobei die Häufigkeit je nach Region stark schwanken kann. Insgesamt ist Cordulia aenea hier etwas häufiger als Somatochlora metallica, in Norddeutschland verhält es sich allerdings umgekehrt.

## Lebensraum und Lebensweise
Die Falkenlibelle bewohnt kleinere krautreiche, vorzugsweise dystrophe, Seen und Weiher sowie extensiv bewirtschaftete Fischteiche, die bestimmte Habitatstrukturen bieten. Schwerpunktmäßig werden auch Auwaldgewässer besiedelt.
Die Schlupfzeit beginnt in Mitteleuropa Anfang Mai (mitunter Ende April) und hat ihren Höhepunkt wenig später (Mai/Juni). Hauptflugzeit ist dann in der zweiten Junihälfte (Flachland) bzw. im Juli (Bergland). Die letzten Tiere sind noch Mitte August (vereinzelt September) unterwegs. Die Männchen fliegen meistens unruhig patrouillierend am Gewässerufer entlang und bleiben immer wieder rüttelnd in der Luft stehen. Sie sind auf der Suche nach Weibchen und vertreiben konkurrierende Männchen aus ihrem Revier. Die Weibchen sind sehr scheu und kommen nur zur Fortpflanzung ans Gewässer, wo sie sich in der Ufervegetation versteckt halten. Zur Eiablage machen sie einen Schwirrflug und werfen die Eier in kleinen Klümpchen unter wippenden Bewegungen ins Wasser.
In den Eiern entwickeln sich nach rund drei Wochen die schlüpfenden Larven. Diese haben auffallend lange Beine und ein etwas abgeflachtes, breites Abdomen; die Dorsaldornen sind niedrig. Sie verbringen meist zwei Jahre im Gewässer, bevor sie zur Imago metamorphosieren. Die Unterart Cordulia aenea amurensis kann in Sibirien auch fünf Jahre für die aquatile Larvalphase benötigen.

## Bilder

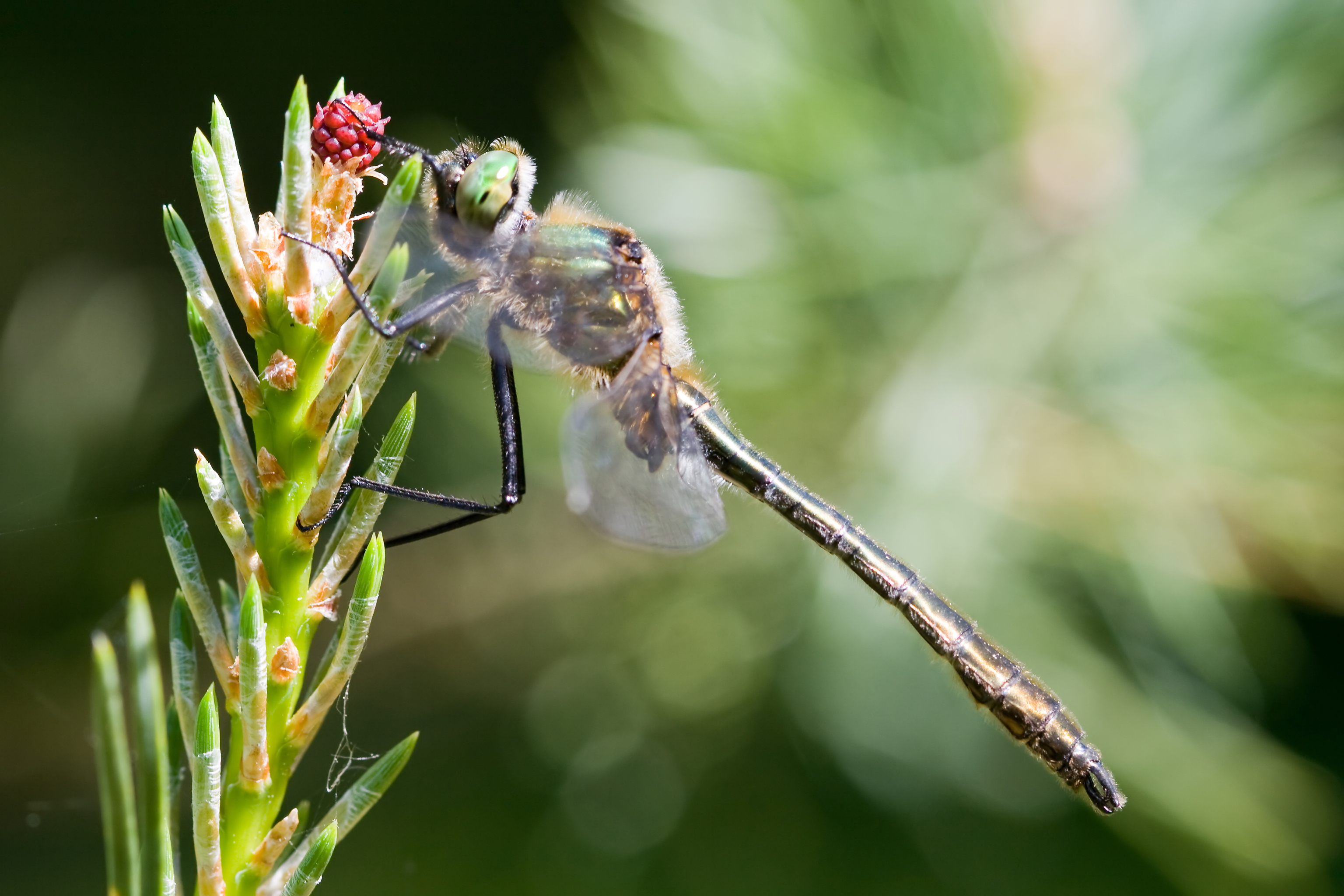
Männchen im Seitenprofil
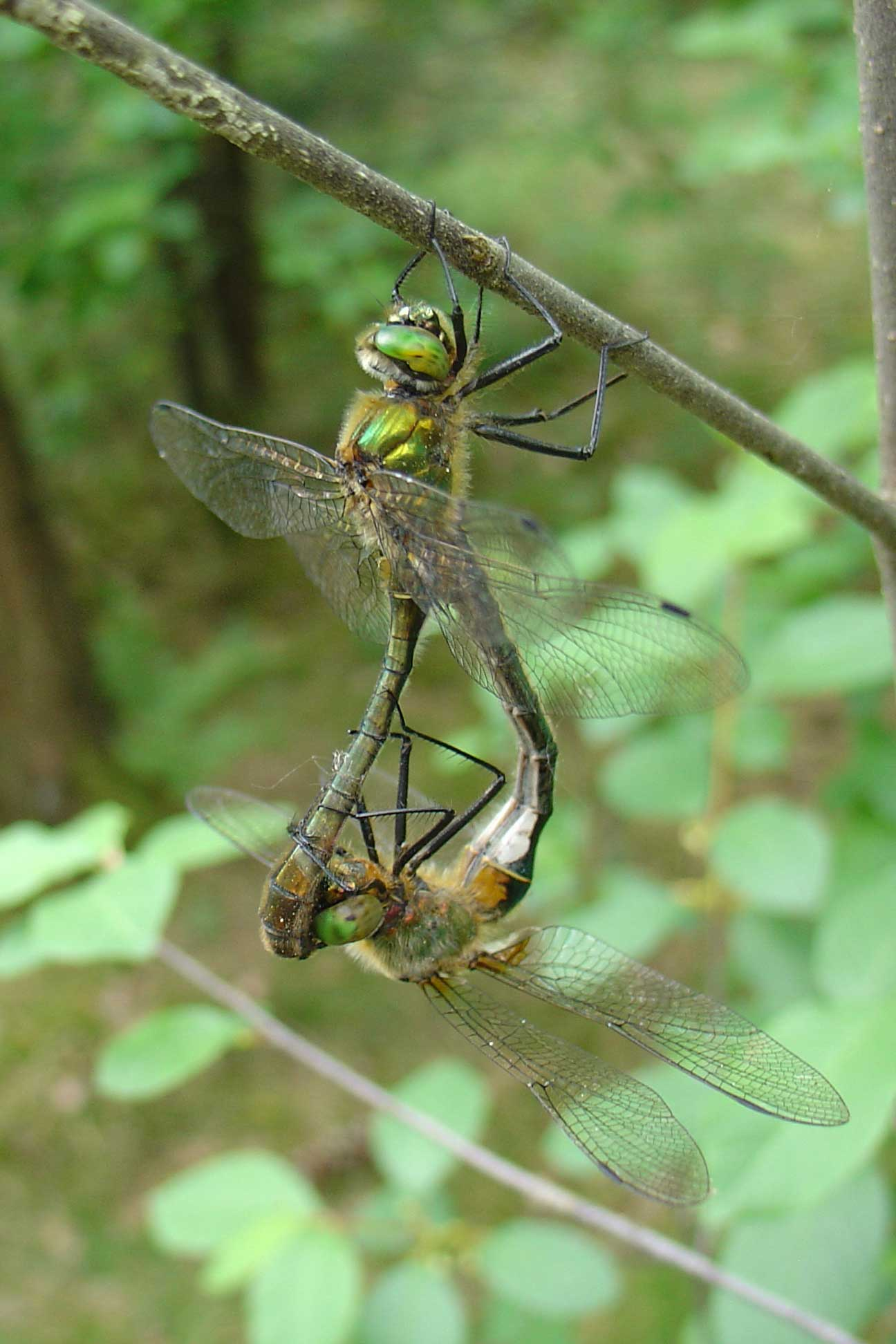
Paarungsrad
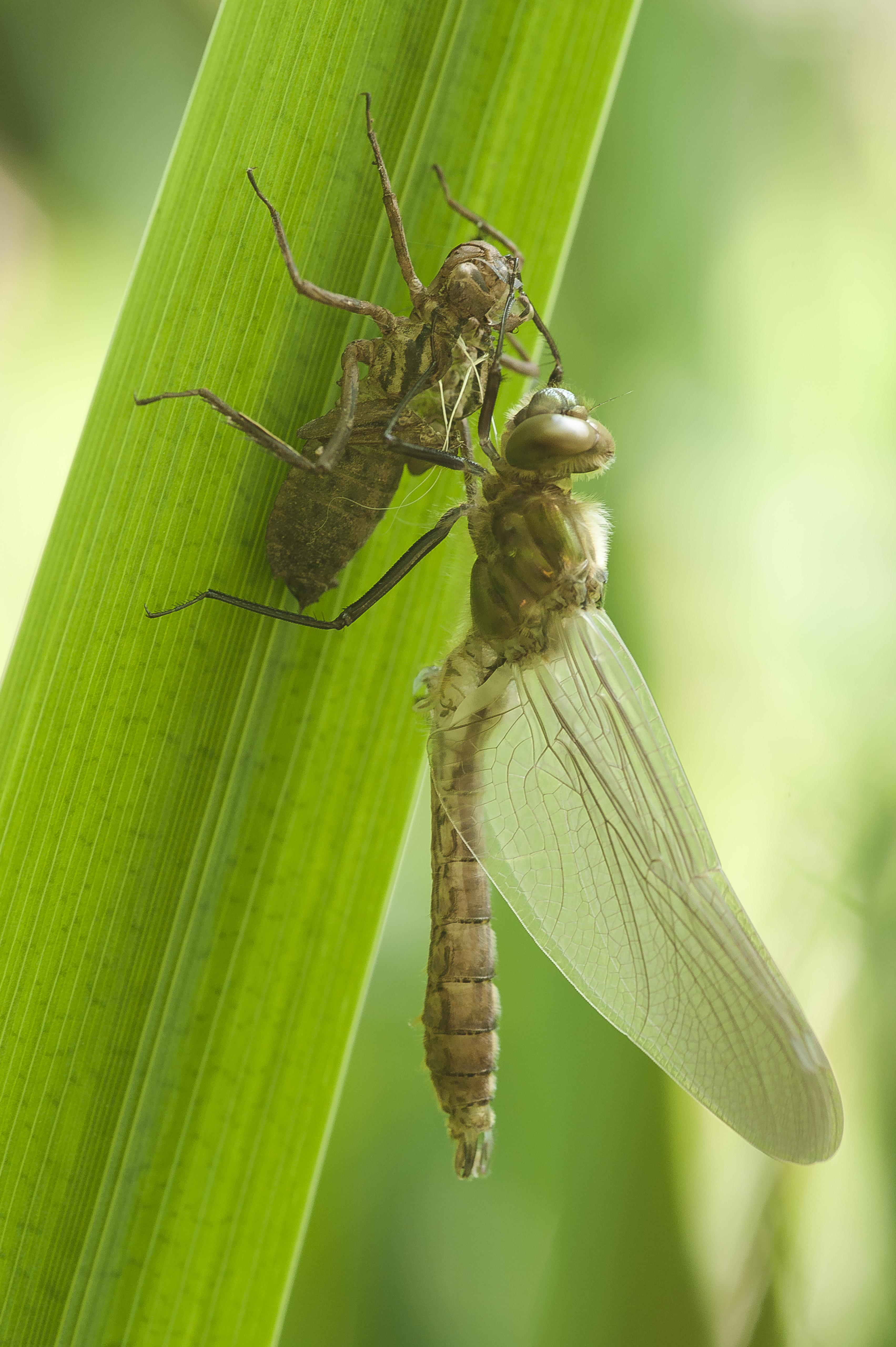
Frisch geschlüpfte Imago mit Exuvie
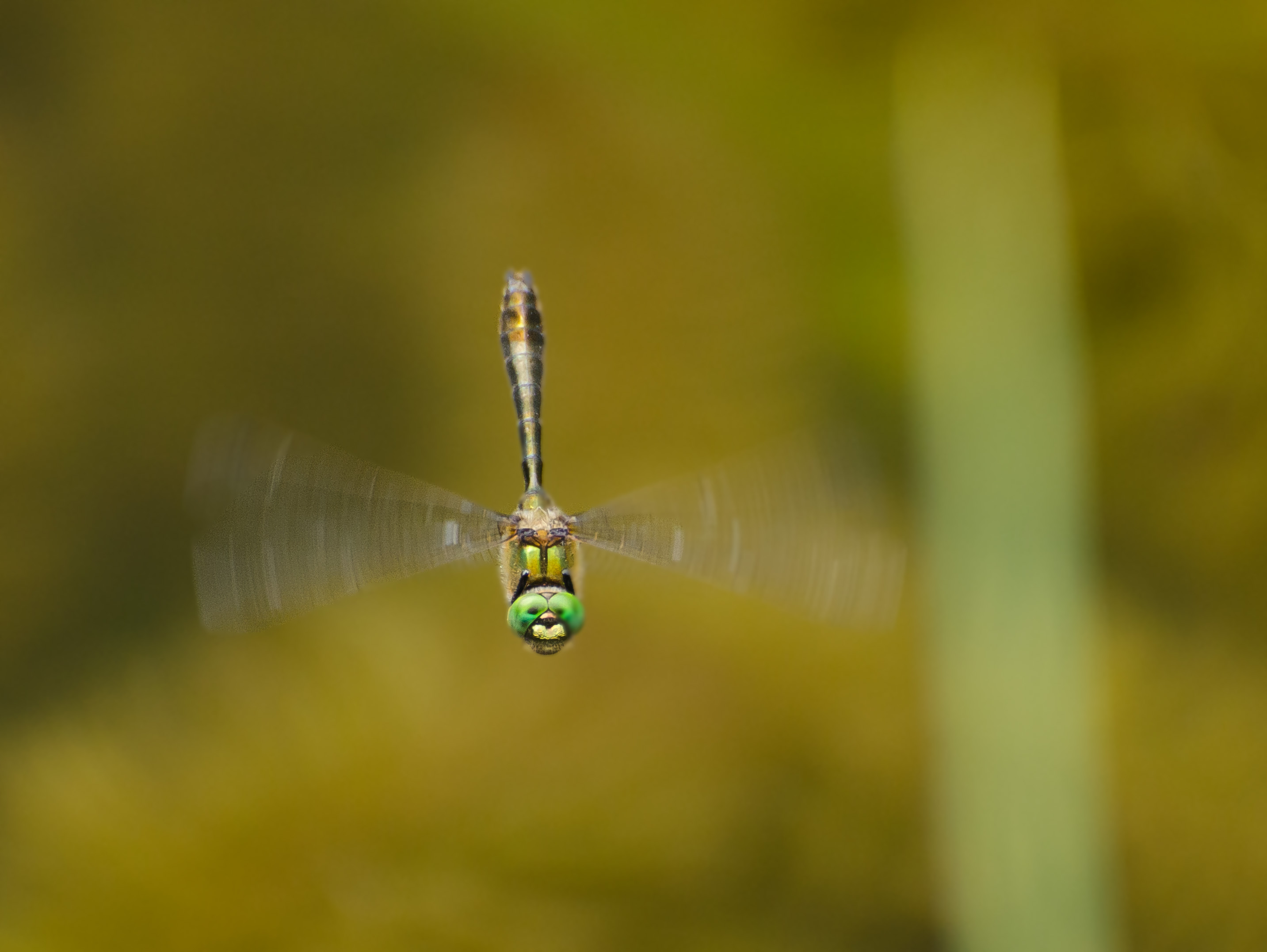
Im Flug